# Mistrzostwa Świata w Kolarstwie Torowym 1967
64. Mistrzostwa Świata w Kolarstwie Torowym 1967 odbyły się w Amsterdamie. W programie mistrzostw znalazło się jedenaście konkurencji: sprint i wyścig na dochodzenie dla kobiet oraz sprint, wyścig na dochodzenie, wyścig ze startu zatrzymanego zarówno dla zawodowców jak i amatorów, wyścig drużynowy na dochodzenie zawodowców, a także wyścig tandemów i wyścig na 1000 m dla mężczyzn.

## Medaliści

### Kobiety
| Konkurencja                        | Złoto             | Srebro           | Brąz               |
| ---------------------------------- | ----------------- | ---------------- | ------------------ |
| Sprint indywidualny                | Walentina Sawina  | Irina Kiriczenko | Galina Jermołajewa |
| Wyścig indywidualny na dochodzenie | Tamara Garkuszyna | Raisa Obodowska  | Beryl Burton       |

### Mężczyźni
| Konkurencja                                   | Złoto                                                                        | Srebro                                                                         | Brąz                                                                     |
| --------------------------------------------- | ---------------------------------------------------------------------------- | ------------------------------------------------------------------------------ | ------------------------------------------------------------------------ |
| Sprint indywidualny amatorów                  | Daniel Morelon                                                               | Pierre Trentin                                                                 | Luigi Borghetti                                                          |
| Wyścig indywidualny na dochodzenie amatorów   | Gerard Bongers                                                               | Mogens Frey                                                                    | Jiří Daler                                                               |
| Wyścig ze startu zatrzymanego amatorów        | Piet de Wit                                                                  | Michaił Markow                                                                 | Dries Helsloot                                                           |
| Sprint indywidualny zawodowców                | Patrick Sercu                                                                | Giuseppe Beghetto                                                              | Angelo Damiano                                                           |
| Wyścig indywidualny na dochodzenie zawodowców | Tiemen Groen                                                                 | Hugh Porter                                                                    | Leandro Faggin                                                           |
| Wyścig ze startu zatrzymanego zawodowców      | Leo Proost                                                                   | Romain De Loof                                                                 | Domenico De Lillo                                                        |
| Wyścig drużynowy na dochodzenie               | ZSRR · Stanisław Moskwin · Michaił Koljuszow · Wiktor Bykow · Dzintars Lācis | Włochy · Cipriano Chemello · Antonio Castello · Luigi Roncaglia · Gino Pancino | RFN · Karl-Heinz Henrichs · Rainer Podlesch · Jürgen Kissner · Karl Link |
| Wyścig na 1000 m                              | Niels Fredborg                                                               | Wacław Latocha                                                                 | Roger Gibbon                                                             |
| Tandemy                                       | Włochy · Bruno Gonzato · Dino Verzini                                        | Francja · Daniel Morelon · Pierre Trentin                                      | Belgia · Daniel Goens · Robert Van Lancker                               |

## Klasyfikacja medalowa
| Miejsce | Państwo           |   |   |   | Razem |
| ------- | ----------------- | - | - | - | ----- |
| 1.      | ZSRR              | 3 | 3 | 1 | 7     |
| 2.      | Holandia          | 3 | 1 | 1 | 5     |
| 3.      | Belgia            | 2 | 1 | 1 | 4     |
| 4.      | Włochy            | 1 | 2 | 4 | 7     |
| 5.      | Francja           | 1 | 2 | 0 | 3     |
| 6.      | Dania             | 1 | 1 | 0 | 2     |
| 7.      | Wielka Brytania   | 0 | 1 | 1 | 2     |
| 8.      | Polska            | 0 | 1 | 0 | 1     |
| 9.      | Czechosłowacja    | 0 | 0 | 1 | 1     |
|         | RFN               | 0 | 0 | 1 | 1     |
|         | Trynidad i Tobago | 0 | 0 | 1 | 1     |